# Lord Fanny
Lord Fanny es un personaje ficticio de la serie de cómics Los Invisibles, una serie publicada por DC Comics como parte del sello Vertigo de esa compañía. Ella es una chamán y una mujer transgénero.

## Historia
Fanny fue asignada como un niño al nacer y recibió el nombre de Hilde Morales en Brasil en 1972. Esto enfureció a su abuela, que era la bruja más temida de la ciudad y quería que su linaje continuara. Como los hombres no podían convertirse en brujos, la abuela de Hilde crio a la niña como una niña.
La madre de Hilde fue asesinada en 1979, y poco después Hilde se sometió a una iniciación mágica en Teotihuacán en la que se reveló que su diosa protectora era Tlazoltéotl, deidad de la suciedad y la lujuria. Para 1990, Hilde se había convertido en prostituta en Brasil, una carrera que terminó cuando fue brutalmente violada en una fiesta.  Contempló brevemente el suicidio antes de unirse a Los Invisibles, un grupo de luchadores por la libertad que quiere liberar a la humanidad de la opresión a manos de demonios extradimensionales, a pedida de uno de los líderes de la célula, John-a-Dreams.
Similar a su encuentro con el dios Mictlantecuhtli, durante el cual se le otorga una gran cantidad de poderes mágicos porque hizo reír al dios de la muerte, Fanny y Jack Frost bailan para una entidad llamada "Arlequinada", quien les da un artefacto conocido como la "Mano de Gloria" a cambio. Durante una invasión de las "instalaciones de Dulce", destruye al Sr. Quimper y luego destierra al demonio Orlando.
En el futuro de la historia, en 2012, se muestra que Fanny es obesa y disipada.

## Poderes y habilidades
Lord Fanny tiene habilidades chamánicas que incluyen la capacidad de invocar "logoplasma", una "sustancia de palabra viva" que podría lograr hazañas mágicas.  Estos poderes no se definieron concretamente, sino que reflejan las preocupaciones de metalenguaje del autor Grant Morrison.